# Montamantis meihuashana
Montamantis meihuashana es una especie de mantis de la familia Mantidae.

## Distribución geográfica
Se encuentra en Fujian (China).